# Młodzi gniewni (film 1995)
Młodzi gniewni (ang. Dangerous Minds) – amerykański dramat filmowy z roku 1995 w reżyserii Johna N. Smitha, powstał na podstawie powieści LouAnne Johnson My Posse Don't Do Homework, opartej na autentycznej historii.

## Fabuła
Scenariusz został napisany na podstawie książki głównej bohaterki filmu. Louanne Johnson, po zrezygnowaniu z pracy w marines postanawia objąć posadę w jednej ze szkół średnich w Los Angeles. Zostaje przydzielona przez dyrektora szkoły do wyjątkowo trudnej klasy – pełnej młodzieży pochodzenia afroamerykańskiego i meksykańskiego, często też członków gangów ulicznych. Klasa nową nauczycielkę traktuje jak wroga i stara się jej pozbyć tak jak jej poprzedniczki. Louanne z biegiem czasu zyskuje ich zaufanie nietypowymi metodami nauczania oraz zaangażowaniem w rozwiązywaniu ich problemów. Louanne jest pierwszą osobą, która stara się im pomóc w rozwiązywaniu trapiących ich problemów. Dzięki nowej nauczycielce uczniowie zyskują wiarę w swoje możliwości.

## Muzyka
W tle filmu przewija się przebój Coolia Gangsta’s Paradise, dzięki któremu raper zyskał popularność.

## Obsada
- Michelle Pfeiffer – Louanne Johnson
- George Dzundza – Hal Griffith
- Robin Bartlett – Carla Nichols
- Asia Minor – Pam
- Wade Dominguez – Emilio Ramirez
- Meredith Monroe – Tracy Daiken
- Ivan Sergei – Huero
- Idina Harris – Callie Roberts
- Veronica Robles – Stephanie
- Roberto Álvarez – Gusmaro Rivera
- Michael Archuleta – Oso
- Richard E. Grant – Durrell Benton
- Deshanda Carter – Tanyekia
- Ebony Jerido – Deanne
- Marisela Gonzales – Angela
- Brandi Younger – Grip
- Toni Michelle Buzhardt – Nikki
- Raymond Grant – Lionel Benton
- Norris Young – Kareem
- Karina Arroyave – Josy
- Desire Galvez – Taiwana
- Rahman Ibraheem – Wielki „G”
- Paula Garcés – Alvina